# Lunette du Fossoyeur
La lunette du Fossoyeur, aussi appelée lunette de Loyasse, est un ouvrage faisant partie de la première ceinture de Lyon. 
Liée au fort de Loyasse, la lunette doit son nom au cimetière de Loyasse. Elle sert désormais de réserve pour les employés de celui-ci.